# Jorge Valdivia
Jorge Luis Valdivia Toro (Maracay, 19 de outubro de 1983) é um ex-futebolista chileno nascido na Venezuela que atuava como meio-campista.
Ganhou notoriedade ao se tornar ídolo do Colo-Colo, do Palmeiras e da Seleção Chilena. Revelado pelas categorias de base do próprio Colo Colo, já demostrava habilidade e inteligência, com apenas oito anos. Luis Baquedano, gerente de futebol desse clube, afirmou que "Jorge foi e ainda é a principal revelação do clube nos últimos anos, ele sempre foi o melhor em todas as categorias". Foi uma das principais figuras da nova geração do Cacique que, no ano de 2006, foi uma das principais equipes sul-americanas.
O atleta ficou marcado por seu famoso chute no ar (quando apenas ameaça chutar) e pelas provocações que irritavam os adversários. Além disso, conquistou o prêmio de melhor jogador do Campeonato Brasileiro de 2007, concedido pelo programa Mesa Redonda da TV Gazeta. No mesmo ano recebeu a Bola de Prata da revista Placar. Em 2009, foi considerado pela IFFHS como um dos 20 jogadores mais populares do mundo.
Em 2008, Armando Nogueira, cronista esportivo, escreveu um bilhete ao chileno. Um trecho da carta: "[...] Quando um brucutu te dá um pontapé, ele não está agredindo apenas e tão somente o cidadão Valdivia; ele está afrontando toda uma dinastia que foi canonizada pelas canelas de Stanley Matthews, de Garrincha, de Zico, de Júlio Botelho, de Maradona e de tantos outros apóstolos do evangelho do drible. Acontece que o drible não é como o sol que nasceu para todos. O drible acabaria se tornando um privilégio. Só os eleitos merecem o dom que, por sinal, os deuses te concederam."
É apontado, ao lado de Alexis Sánchez, Arturo Vidal, Claudio Bravo, Eduardo Vargas, Humberto Suazo e Matías Fernández, como os principais futebolistas chilenos no século XXI. Muito preciso em seus chutes e passes, talentoso dentro de campo, Valdivia ao longo de sua carreira também ficou marcado por criar intrigas fora dos gramados. Após incidentes na Copa América de 2007, passou a ter atritos com meios de comunicação chilenos, indo de acusação de embriaguez durante a concentração da Seleção Chilena a um atropelamento em um cinegrafista.

## Biografia
Filho de Luis Valdivia Toro e Elizabeth Toro, nasceu em Maracay, na Venezuela, já que seu pai trabalhava na linhas aéreas LAN Chile. Com três anos de idade, a família retornou para o Chile, onde o garoto se criou, e somente ao completar dezoito anos, de acordo com a legislação deste país, ele fez a opção pela nacionalidade chilena. Foi casado por 17 anos com Daniela Aranguiz, com quem teve dois filhos: Agustina, e Jorge Ignacio.
Ele tem um irmão mais velho e um caçula, Luis Enrique de 35 anos e, Cláudio Valdivia de 24 anos. Esse tentou a sorte como jogador, mas acabou não vingando, mesmo tendo passado por: Palmeiras B; Audax Italiano; Universidad de Chile; entre outros.
Em entrevista ao GloboEsporte.com, dona Elizabeth, disse um pouco sobre a infância de Valdivia: "Ele sempre foi uma criança muito inteligente e atenta. Em casa, só queria assistir aos canais sobre futebol. Desde pequeno assumiu a responsabilidade de jogar e estudar. Sua rotina era tão puxada que o tiramos da escolinha quando fez dez anos. Ele precisava brincar na rua, curtir a infância. Mas em um ano o clube o levou de volta."
Em 2010, em dados divulgados pelo portal Latercera, foi considerado o esportista chileno mais bem pago na temporada 2009-10.

## Carreira

### Início
Começou no futebol atuando pelas divisões de base do Colo Colo. Teria estreado pela equipe principal em 2002, mas, em dezembro do ano anterior, agrediu um árbitro e acabou suspenso por 16 partidas. Posteriormente, ainda nas categorias de base, envolveu-se em nova briga, desta vez contra os rivais da Universidad Católica e, em um outro jogo, foi até uma câmera posicionada ao lado do gramado e falou que o árbitro iria expulsá-lo, o que acabou acontecendo, por causa de seu ato.

### El Mago
Em 2003, o Colo Colo optou por emprestar o jogador para a Universidad de Concepción, onde acabaria estreando profissionalmente. "Jorge chegou com muita raiva. Pizarro não o quis, e isso o deixou muito nervoso. Explicamos a ele que ele teria que buscar seu espaço, e que para isso teria que mostrar maturidade", contou Fernando Solís, companheiro na U. de Concepción, que acabava de subir da segunda divisão e iria disputar pela primeira vez a elite do Campeonato Chileno, na temporada de 2003.
Não teve bom início naquele ano, mas as coisas começaram a mudar contra a Unión Española, em Concepción. Pela primeira vez, Valdivia foi titular, e sua equipe ganhou. Após aquela partida, continuou na equipe titular, e seu time começou a subir na tabela, classificando-se para a Libertadores e Sul-Americana a despeito de ser apenas um recém-chegado da divisão inferior. Valdivia foi o destaque da equipe e então ganhou o apelido de El Mago, dado por torcedores e a imprensa. Suas atuações em 2003, renderam ainda uma convocação para a Seleção Chilena Sub-23 que disputou o Pré-Olímpico realizado no próprio Chile em 2004.
Foi eleito o quarto melhor jogador deste campeonato, atrás do paraguaio Diego Figueredo, de seu compatriota Diego Barreto, e do brasileiro Diego.

### Rayo Vallecano
O bom aproveitamento na Universidad de Concepción fez com que no dia 28 de janeiro de 2004 fosse anunciado pela diretoria do Colo Colo um empréstimo de 18 meses ao Rayo Vallecano, da Espanha. Valdivia foi indicado pelo então técnico da equipe madrilenha, Jorge D'Alessandro, com o valor de US$ 200 mil, com opção de compra por US$ 2 milhões.
| “ | Estou muito entusiasmo e com esperança de permanecer na Espanha, por isso espero que continue indo tão bem como eu tenho feito até agora. É difícil ir para a Espanha. Independentemente de primeira ou segunda divisão, fazendo uma boa campanha sei que posso abrir muitas portas por lá. | ” |

No dia 2 de fevereiro de 2004, foi apresentado pelo clube espanhol como novo reforço para a temporada 2004-05.
Fez sua estreia, pelo time madrilenho apenas 6 dias após sua apresentação, na vitória por 2x1 diante do Xerez.
Em sua passagem pela Espanha, Valdivia falou sobre os atentados terroristas em Madri a uma televisão chilena:
| “ | Percebo nas pessoas uma sensação de impotência, de raiva... Você acha que a Espanha é um paraíso e as coisas acontecem assim. | ” |

Com problemas com o treinador Txetxu Rojo, ficou cerca de dois meses. A adaptação ao futebol europeu não lhe foi fácil; Jorge D'Alessandro acreditava que estilo individualista de Valdivia o prejudicou. Além disso, o clube vivia uma situação instável e o ambiente era transtornado. O argentino Leonardo Biagini foi seu companheiro lá e recorda que, embora o jeito que Valdivia jogasse o encantava, era de difícil encaixe na segunda divisão espanhola, muito defensiva. Após seis meses no Rayo Vallecano, teve seu contrato rescindido. Como Valdivia era um jogador bastante habilidoso e com altas qualidades ofensivas, já esteve na Seleção do campeonato espanhol mesmo com o clube na segunda divisão. Os Motivos por quais Valdivia rescindiu com o clube espanhol foi pelo armamento da equipe, que era baseada em retranca. Valdivia já foi observado por gigantes europeus como Bayern de Munique, Milan e Real Madrid, nenhum deles interessou ao mago.

### Servette
Foi apresentado oficialmente como novo reforço do Servette da Suíça no dia 26 de agosto de 2004, fazendo sua estreia três dias depois, no empate de 1x1 contra o Young Boys. Fez seu primeiro gol no empate contra o St. Gallen, em 22 de setembro do mesmo ano. Voltou a marcar contra o Thun, na vitória por 3x1. No Servette, Valdivia pôde mostrar parte de seu talento, tornando-se inclusive o principal jogador da equipe, mas a falência do clube no início de 2005 o fez voltar para o Chile, onde pode finalmente estrear pelo Colo Colo.

### Volta ao Colo-Colo
Em janeiro de 2005, River Plate e Boca Juniors fizeram propostas oficiais para o Colo Colo. O Boca chegou a pré-registrar o chileno para a temporada 2005, oferecendo US$ 1,5 milhão, mas o Colo Colo decidiu mantê-lo; apesar de formado no clube, Valdivia nunca havia jogado pela sua equipe principal. Sua estreia foi contra o Cobreloa, no dia 13 de março de 2005, em vitória por 2x0, no Estadio Monumental. Valdivia não teve problemas para se adaptar, tendo sido um jogador importante para o grupo, embora sua ascensão aconteceu com a chegada do treinador Claudio Borghi. Com El Cacique, conquistou o Apertura Chileno de 2006, título no qual foi uma das principais figuras junto de Matías Fernandez e Humberto Suazo.

### Palmeiras

#### Chegada
Logo após a conquista, foi vendido em definitivo para o Palmeiras, em 5 de agosto de 2006, por US$ 3,5 milhões (cerca de R$ 8 milhões), valor mais alto que o Palmeiras já havia desembolsado por um jogador estrangeiro, até então. Assinou contrato por três temporadas, ganhando inicialmente cerca de US$ 400 mil por ano. Poucos dias após sua chegada, o então técnico do Palmeiras, Tite, disse a seguinte frase: "Não tenho duvidas que o Valdivia triunfará no Brasil." Valdivia atuou em uma partida oficial frente ao Botafogo no estádio do Maracanã, a qual foi vencida por 3 a 1 pelo Palmeiras. Nos três jogos seguintes, Valdivia entrou regularmente, até que sofreu uma contratura na coxa esquerda, que o impediu de jogar contra Santos, que venceu a partida por 5 a 1. Após a derrota, na entrevista coletiva Tite disse: "Ele ainda está em um período de adaptação e teve azar, sofreu um problema muscular, que o tirou dos dois últimos jogos, mas deve estar apto para o próximo jogo contra o Cruzeiro."
No jogo seguinte o Porco perdeu por 1 a 0 diante do Cruzeiro com Valdivia, voltando de lesão, entrando ao longo da partida. Depois disso, o chileno sentiu novamente sua lesão, tirando-o dos quatro jogos seguintes. Nesse meio tempo, o técnico Tite foi demitido, mas mesmo assim o jogador continuou tendo oportunidades com o treinador interino Marcelo Vilar — que acabou sendo efetivado, após bons resultados. Seu primeiro clássico foi um Derby ocorrido no dia 25 de outubro de 2006, no estádio do Morumbi, onde o Palmeiras acabou derrotado por 1 a 0. Após o clássico, Valdivia, sem lesões, passou a atuar como titular em algumas partidas, sendo ao todo quinze oficiais, mas ainda sem gols marcados.
Com a fraca campanha no time paulista, foi cogitada uma possível volta ao Colo Colo, mas Valdivia preferiu continuar no Brasil. Como na época o Palmeiras não vivia uma boa fase financeira, o Colo Colo estudou a possibilidade de acertar o retorno do meia.

#### 2007, a boa fase
Com a chegada do técnico Caio Júnior, Valdivia firmou-se na posição de titular e obteve a camisa 10 do clube no início da temporada. Seu primeiro gol com a camisa alviverde saiu logo na 2ª rodada do campeonato paulista, contra o Rio Branco, aos 4 minutos do segundo tempo, em  uma vitória por 2x4. Após oito jogos, veio o clássico contra o Corinthians. Valdivia não marcou, mas participou de dois dos três gols marcados, tendo feito belo cruzamento para Edmundo fazer um deles. O meia finalmente mostrara o motivo de ser apontado por Caio Júnior como o novo gringo de sucesso do futebol brasileiro depois de Tévez. Ao final do segundo tempo, Valdivia foi substituído e ovacionado pela torcida.
A partir daí, passou a ser o principal jogador do time, tendo como principal parceiro o atacante Edmundo. Ao final do campeonato, o Palmeiras ficou em 5º lugar, perdendo a vaga para a semifinais no saldo de gols. Em seguida, veio o Campeonato Brasileiro. No jogo contra o Figueirense, no Parque Antártica no dia 20 de maio de 2007, Valdivia teve boa atuação e marcou os dois gols na vitória de 2x0. Ao longo do campeonato, o chileno foi decisivo, principalmente em clássicos. Na 33ª rodada, no dia 28 de outubro de 2007, em partida contra o Vasco da Gama empatada em 2x2, porém, Valdivia foi expulso no final do 2º tempo, após tentar agredir Alan Kardec com uma cotovelada. Anteriormente, ele já havia atingido o volante Thiaguinho. No dia 7 de novembro de 2007, acabou suspenso pelo STJD por cinco jogos, o que lhe impediu de disputar a fase final do brasileirão daquele ano.
Com a suspensão de Valdivia, o Palmeiras, sem o seu principal jogador de criação, acabou não se classificação para a Libertadores na última rodada. No dia 3 de dezembro 2007, em eleição dos melhores do Brasileirão, Valdivia recebeu o prêmio de melhor meia-esquerda, no Prêmio Craque do Brasileirão. Figurou na seleção do campeonato. No dia 21 de janeiro de 2008, recebeu mais dois prêmios pela sua participação no Campeonato Brasileiro de 2007. Em eleição feita pelo Troféu Mesa Redonda, da TV Gazeta, o jogador levou o troféu de melhor meio-campista e, o principal, de craque da competição.

#### Título paulista
Em 2008, o Palmeiras havia fechado uma parceria com a Traffic, que ajudou a contratar o técnico Vanderlei Luxemburgo. Além disso, trouxe também jovens promissores como Henrique e Diego Souza, visando uma forte equipe para conquistar títulos na temporada 2008. Luxemburgo queria que Valdivia tivesse maturidade e  entendesse como era importante para o time. Assim, procurou revidar agressões, frequentes: na terceira rodada do campeonato paulista contra o Marília, o chileno sofreu com forte marcação, recebendo pelo menos um pontapé por trás do meia João Victor, que resultou na expulsão direta deste jogador, e um chute no nariz de outro adversário, o zagueiro Vinícius.

Exames realizados no Hospital Fleury, em São Paulo, não detectaram qualquer fratura no nariz, apenas uma uma contusão óssea. Em 31 de janeiro de 2007, ele já havia sofrido uma lesão semelhante, no início do Campeonato Paulista, quando chocou-se com um atleta da Ponte Preta, em uma amistoso, fazendo com que fraturasse o nariz. Na ocasião, o chileno ficou quase três semanas afastado, e quando voltou, atuou com uma máscara de proteção. Após seis rodadas, veio o Derby em um jogo muito equilibrado. Aos 32 minutos, Diego Souza tocou para Kléber, que chutou ao gol, com Valdivia aproveitando o rebote do goleiro corintiano para abrir o placar, comemorando como se estivesse chorando.
 Perguntado sobre a comemoração, disse:
| “ | "Falaram que eu era chorão. Antes do jogo é bom, porque acontece isso. Vocês falam que o Valdivia é chorão, perguntaram para os jogadores o que tinha que fazer contra o chorão e disseram que era para deixar ele chorar… Agora estou chorando de alegria." | ” |

Durante a semana anterior, jogadores corintianos provocaram Valdivia, com declarações de que só chorava, ao reclamar da "caçada" que sofria em campo e que nem iam se preocupar com ele, apenas iriam deixá-lo chorar. Ainda na partida, durante os minutos finais deu o 'chute no vácuo' ou 'chute no falso' (jogada inventada por ele, que finge chutar, enganando o seu marcador), o que levantou a torcida, mas deixou irritada a defesa adversária. No dia 16 de março de 2008, foi a vez do Choque-Rei; o Palmeiras saiu perdendo, mas conseguiu novamente virar a partida com Valdivia sendo outra vez um dos principais nomes em campo, sofrendo pênalti e marcando gol.

Depois disso, Valdivia e companhia caminharam para as semifinais do paulista. No segundo tempo da segunda partida, no Palestra Itália, o Palmeiras já vencia, quando, após cobrança de escanteio para o São Paulo, Valdivia saltou e cortou o lance, deixando a bola de sobra para Lenny, que em um rápido contra-ataque tocou para Wendel. Este arrancou e, de frente com Rogério Ceni, tocou para Valdivia marcar e praticamente liquidar a partida. Na comemoração, ele pediu silêncio ao goleiro e saiu para a dançar com a torcida; acabaria agredido por este no rosto após as luzes do estádio sofrerem um momento de interrupção.

Na decisão, o adversário seria a Ponte Preta. Como o Palmeiras fizera melhor campanha, poderia decidir o título em casa, no Estádio Palestra Itália. No dia 4 de maio de 2008, o time já vencia por 2x0, permitindo a torcida considerar-se campeã por antecipação. Valdivia coroou seu brilhante campeonato aos 27 minutos do segundo tempo: o Mago marcou de fora da área, após se livrar de dois marcadores, gol este presenciado inclusive por seus pais, que vieram do Chile especialmente para a ocasião. Alex Mineiro ainda faria outros dois gols, e o Palmeiras conseguiu de volta um título que não vinha havia doze anos.
No final da partida, na comemoração Valdivia disse: "Tirando o nascimento da minha filha, esse é um dos dias mais felizes da minha vida." Após toda a comemoração, ele e o restante do elenco, com a exceção de Kléber, tiveram suas cabeças raspadas; Valdivia não cortava o cabelo há mais de 10 anos.

#### Disputa do brasileiro e saída
No Campeonato Brasileiro de Futebol de 2008, o Palmeiras era um dos favoritos a conquista do título, porém, com o passar das rodadas, Valdivia não apresentava o mesmo futebol, a qual foi demostrado no 1º semestre, até que na 6ª rodada, em partida contra o Cruzeiro que abriu o placar, Valdivia sofreu pênalti e marcou um gol, em jogada em que Leandro cruzou na área, Diego Souza ajeita a bola de cabeça, para o chileno, de fora da área, acertou um chute forte na bola. que Valdivia dedicou a sua esposa, já que no dia, se comemorava o Dia dos Namorados.
No vestiário, Valdivia ganhou uma canção feita por Renato Alvarenga, que acabou sendo retribuído com uma camisa autografada pelo ídolo.
Após 10ª rodadas no confronto diante do Flamengo Após ser substituído Valdivia, contrariado, passa por Luxemburgo, e vai direto para os vestiários, e ao passar pelo seu ex-técnico Caio Jr., até então comandando o Flamengo e o cumprimenta.
 Luxemburgo perguntado após a partida, sobre o assunto respondeu: "Se Valdivia se sentir bem apenas jogando, que peça para deixar o clube".
 Alguns dias antes, o técnico tinha dado a seguinte declaração: "Valdivia está com a cabeça no futebol europeu."
Logo no dia seguinte Valdivia pediu desculpas pelo fato ocorrido: "Não sou um cara ruim para o grupo."
Perguntado sobre a queda no seu rendimento Valdivia negou, que o interesse de clubes do exterior eram o motivo, e justificou: "Quando tive problemas em casa, eu conseguia não trazer para o trabalho. Esquecia do assunto. Mas ultimamente não estou conseguindo fazer o mesmo. O que está me preocupando fora vem me prejudicando dentro de campo."
 Após esse acontecimentos, Valdivia disputou mais duas partidas pelo Palmeiras, a última foi uma derrota por 1x0 diante do Botafogo, válida pela 18º rodada, do Campeonato Brasileiro de Futebol.
Mesmo sendo sondado por Werder Bremen e Hertha Berlim, ambos da Alemanha, e a equipe catalã do Espanyol,
 Valdivia acabou sendo negociado com o Al-Ain FC, já que a quantia era mais vantajosa ao Palmeiras.

### Al-Ain
Apresentou-se no dia 21 de agosto de 2008, em Frankfurt, Alemanha, onde o Al Ain realizava sua pré-temporada. No entanto só estreou no dia 16 de setembro de 2008. Seu primeiro jogo oficial, foi contra o Al Sharjah, pela UFL. E logo em sua estreia oficial pelo Al-Ain, no primeiro jogo da liga, contra o Al Sharjah, Valdivia anotou o segundo gol da goleada de 4x2, em uma bela cobrança de falta. Com o passar do tempo Valdivia conquistava cada vez mais a torcida local, com seu carisma e atuações dentro do campo, com gols, dribles e belas jogadas. Valdivia já era tão querido que no dia 1 de dezembro, foi eleito pela IFFHS o 11º mais popular do mundo, ficando na frente de nomes como: o português Cristiano Ronaldo, Kaká, Lionel Messi e Ronaldinho Gaúcho.
No dia 3 de abril de 2009, Valdivia conquistou seu primeiro título em terras árabes. Em partida muito disputada, o Al Ain derrotou seu rival Al-Wahda por 1 a 0, e ficou com a Etisalat Emirates Cup. O meia, que vinha de lesão, iniciou a partida no banco de reservas e entrou na segunda etapa. Já no dia 13 de abril, Valdivia tinha sua segunda decisão e não foi diferente; o Al Ain derrotou o Al Shabab com um gol de pênalti convertido pelo brasileiro André Dias, e conquistou o título da President's Cup.
Em menos de um ano, a idolatria que existia por Valdivia era total. Valdivia era até então, o grande nome do Al Ain, transformando-se em pouco tempo no jogador predileto da torcida. O fervor é tanto que em uma votação realizada pelo site do clube, o jogador foi eleito como o melhor jogador da história do clube. Tudo isso fez o presidente do clube, Mohammed bin Zayed Al Nahyan oferecer ao jogador um contrato vitalício, que foi recusado pelo ex-palmeirense. No dia 15 de setembro de 2009, Valdivia foi eleito o melhor jogador estrangeiro dos Emirados Árabes. O Al Ain reforçou sua equipe para o segundo semestre contratando o atacante brasileiro Emerson Sheik e o atacante argentino José Sand. Os reforços deram resultado no dia 23 de setembro, pois o Al Ain conquistou a Supercopa dos Emirados Árabes ao derrotar o Al-Ahli por 5 a 4 nos pênaltis, após um 2 a 2 durante a etapa regulamentar, com dois gols de Emerson. Valdivia cobrou e converteu a primeira penalidade para o Al Ain, logo em seguida o goleiro defendeu o penal, que deixou a equipe em vantagem na disputa, com todas cobranças convertidas, só restou a Valdivia erguer seu terceiro troféu nos Emirados com a camisa do Al Ain.
O Al Ain tinha como grande meta a conquista da Liga dos Campeões da AFC, mas o time acabou sendo eliminado na 1ª fase, da competição. Valdivia então foi disputar a Copa do Mundo e, após a eliminação chilena, Valdivia apenas voltou ao Al Ain para assinar, sua rescisão de contrato.

### Retorno ao Palmeiras
Após aproximadamente seis meses de negociações, teve sua volta oficializada em 26 de julho de 2010, sendo divulgado no site oficial do clube. Com a divulgação da contratação, seu retorno foi um dos assuntos mais comentados no mundo no Twitter.
No dia 1 de agosto, o técnico Luiz Felipe Scolari afirmou que Valdivia estaria longe de sua forma física ideal — no início, o meia ainda não seria o Mago que os torcedores aprenderam a idolatrar entre 2007 e 2008. Durante uma entrevista, a mãe do jogador, Elizabeth, mostrou certa angústia ao rever as faltas recebidas pelo filho no Brasil. "Fico com muita pena quando o pegam no Brasil, sempre digo para saltar nas jogadas. Desde pequeno, possui uma personalidade forte, aliás ele nunca foi um santo." No dia 8 de agosto de 2010, Valdivia assinou contrato junto ao clube paulista por cinco temporadas. Logo após assinar, o meia declarou que estava voltando para ser campeão. Ele também afirmou:
| “ | Agradeço a todos pelo carinho que tiveram nos dois anos em que fiquei aqui. Sem esse carinho, eu não estaria aqui. Agradeço às pessoas que vocês estão vendo aqui que fizeram um enorme esforço, para minha volta. O Palmeiras é minha casa e o filho voltou para sua casa. Durante os dois anos, em que fiquei fora era só de cabeça, mas o coração ficou… Pretendo me tornar um ídolo igual ao Ademir da Guia e o Marcos, os dois maiores da História do Palmeiras. Eu amo o Palmeiras. | ” |

Em menos de três dias após sua reapresentação, Valdivia teve sua camisa como a mais vendida na loja oficial do clube.
No dia 14 de agosto, o jogador foi apresentado diante à torcida no Estádio do Pacaembu, momentos antes da partida contra o Atlético Paranaense. Emocionado, Valdivia fez um breve discurso e reafirmou o desejo de ser novamente vitorioso com a camisa do clube: "Voltei para ser campeão, mas sozinho não conquistarei nada. Com a ajuda de vocês(torcedores), vamos conseguir os nossos objetivos", disse. Maior jogador da história do clube e o que mais atuou pelo Verdão, em 901 partidas, Ademir da Guia também conversou com o público presente e agradeceu a presença dos torcedores: "O Valdivia disse que quer ser ídolo como o Marcos e eu, mas acho que ele já é um ídolo. Está no coração dos torcedores por tudo o que representou mesmo distante do clube. Atualmente, o futebol está carente de atletas identificados com um time de futebol. Mesmo com pouco tempo aqui, o Valdivia conseguiu se apaixonar pelo Palmeiras, e os torcedores enxergam isso como uma demonstração de carinho."
Depois de dois anos longe, Valdivia reestreou pelo Palmeiras no dia 22 de agosto. A torcida presente no Estádio Brinco de Ouro gritava das arquibancadas: "Eô, eô, o Valdivia é um terror."
No dia 7 de outubro, em partida contra o Avaí pelo Campeonato Brasileiro, o volante Marcos Assunção cobrou falta e ao invés do chute direto, cruzou com precisão na cabeça de Valdivia; gol do Mago, o primeiro desde que retornou. Ainda teve mais, Valdivia armou o pé direito e disparou contra Zé Carlos. Sem chances para o goleiro do Avaí. O Palmeiras ainda ampliaria o marcador com gols de Kléber e Gabriel Silva.

#### Polêmicas
Tudo teve início no dia 2 de outubro de 2010, no empate por 1 a 1 entre Santos e Palmeiras, em partida válida pela 27ª rodada do Campeonato Brasileiro. Aos 41 minutos do segundo tempo, Valdivia fez cara feia e deixou clara a sua insatisfação ao ser substituído — o chileno deu lugar ao meia Lincoln. Apesar de ter cumprimentado o companheiro na saída, Valdivia balançou a cabeça negativamente várias vezes quando sentou no banco de reservas. Não havia sido primeira vez que Valdivia mostrou insatisfação após ser substituído. Contra o Cruzeiro, no dia 5 de setembro, na derrota de virada por 3 a 2 no Pacaembu, o chileno havia pedido desculpas por ter reclamado com o treinador Felipão após ter sido substituído durante o segundo tempo. "Foi uma atitude impensada da minha parte. Na verdade, queria ficar para ajudar o time a vencer e fiz aquilo apenas por vontade de ficar em campo. Não teve nada a ver com o Felipão. Mas já pedi desculpas ao treinador e isso não vai mais se repetir", afirmou o camisa 10. Porém, voltou a sair irritado após dar lugar a Tinga. Questionado se era hora de encerrar a polêmica, o técnico concluiu: "Tem de colocar ponto final dentro do vestiário e ponto final."
Após à partida, Felipão deu às seguintes declarações: "Ele saiu bravo, mas dois dias recupera essa braveza e volta a treinar normalmente. Também fiquei chateado, mas não estou nem um pouco preocupado. Tenho de ser o técnico e quem tem de decidir tudo aqui no time do Palmeiras sou eu. Cada um fazendo a sua, não precisamos ficar dando beijinho um no outro." Ainda sobre a polêmica, o treinador palmeirense foi além:
| “                     | Olhe para mim e veja se estou preocupado. Ele faz o dele e eu faço o meu. Quando achar que não está bem, vou tirar e acabou. Não está satisfeito, tem duas portas, uma que entra e outra que sai. Quem comanda o time do Palmeiras, por enquanto, sou eu e não vai ser cara feia de A, B ou C que vai fazer a minha maneira de pensar mudar. Se não tiver condições, não vai jogar, pode ser até filho do presidente. O Valdivia tendo condições, será titular, mas precisa corresponder. Eu troco quem eu quiser. Todos são sabedores disso. | ” |
| — Luiz Felipe Scolari | |   |

O então diretor de futebol Wlademir Pescarmona informou que uma possível punição ao chileno estava descartada. Já Felipão, encerrou a polêmica com o Mago ao afirmar 'Nem me preocupei com isso'.
Essa polêmica parecia ter chegado ao fim no dia 9 de outubro, já que após dois meses sem dar ao menos uma entrevista, o meia concedeu uma entrevista coletiva, cheia de descontração e brincadeiras. De bom humor, Valdivia revelou sobre a possibilidade do verdão disputar a Libertadores:
| “ | Sonhar todo mundo sonha. Já sonhei que estava beijando a Angelina Jolie e a Megan Fox. | ” |

Entretanto, no dia 14 de outubro, na vitória contra o Universitario de Sucre, em partida válida pela Copa Sul-Americana, o meia foi substituído ainda na etapa inicial em função de uma contusão na parte posterior da coxa esquerda. Exames em São Paulo apontaram uma lesão leve, mas Valdivia ficou de fora dos gramados por 10 dias. No jogo de volta da Sul-Americana, o Alviverde venceu o time boliviano por 3 a 1. Um fato curioso foi a escalação de Valdivia, que até um dia antes estava descartado por sentir dores na parte posterior da coxa esquerda e não jogaria nem a partida contra o Corinthians no domingo seguinte, acabou jogando os 90 minutos. Durante a semana que antecedeu o clássico paulista, Valdivia deu uma declaração que jogaria até manco.
Em 24 de outubro de 2010, no Derby Paulista, Valdivia começou a partida no banco, entrou no segundo tempo, no lugar de Lincoln, jogou cerca de 14 minutos e, foi substituído alegando dores na coxa esquerda, por Dinei. Esse episódio acabou irritando o treinador palmeirense Felipão, que acabou perdendo a cabeça com um jornalista, que alegou ter recebido a confirmação do departamento médico alviverde de que o Mago está com uma contusão na coxa.
No empate por 1 a 1 entre Palmeiras e Atlético Mineiro, em jogo válido pelo primeiro jogo das quartas de final da Copa Sul-Americana, Valdivia que era dúvida até instantes antes do início da partida, começou como titular e, voltou a sentir a contusão em sua coxa esquerda aos 19 minutos, do primeiro tempo.
Após essa lesão Valdivia, ficou em tratamento no departamento médico, do Palmeiras. Seu retorno foi programado para o confronto com o Atlético-MG, em jogo válido pelo segundo jogo das quartas de final da Copa Sul-Americana. Entretanto, sentiu novamente sua lesão muscular na perna esquerda e precisou ser substituído por Lincoln com apenas 15 minutos de partida.
Mesmo tendo sido convocado para amistoso contra o Uruguai, foi cortado da seleção chilena. A situação já era ruim, mas ficara pior já que o meia em entrevista polêmica à Rádio Eldorado/ESPN, o craque chileno deixou claro que a sua paciência estava no limite. O camisa 10 do Verdão deixou clara sua insatisfação e fazendo duras críticas ao técnico Felipão e com o então diretor de futebol, Wlademir Pescarmona. Naquela semana, Valdivia ainda concedeu uma entrevista ao programa Jogo Aberto da TV Bandeirantes.

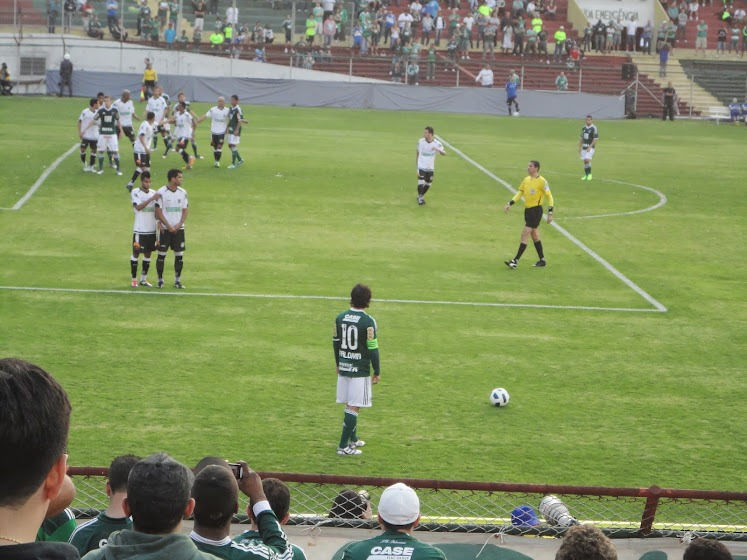
Valdivia com o Palmeiras em 2011

No dia 26 de outubro de 2011, o colunista Leo Dias, do jornal O Dia, publicou em sua coluna fotos do jogador chileno beijando uma mulher. O episódio aconteceu em São Paulo, no dia 4 de fevereiro, mas apenas oito meses depois as imagens vieram a público porque, ainda de acordo com a coluna, o jogador ameaçou o fotógrafo Grizar Júnior, e o caso foi parar na polícia. O fotógrafo afirmou que o jogador estava alcoolizado e ofereceu dinheiro para que nada fosse divulgado: "Ele disse que era casado e que essa foto iria acabar com a família dele. Então me ofereceu um valor alto para ter a foto, e acabei aceitando. Ficamos de acertar alguns dias depois." No relato do fotógrafo, o Mago teria enviado uma quantia em dinheiro a ele em troca dos arquivos com as fotos. Um produtor de TV, amigo do jogador, seria o responsável por entregar a quantia a Grizar Júnior. Quando abriu o envelope, o profissional reclamou que o valor era muito menor do que o acertado previamente. Após isso Valdivia viajou para o Chile, resolver problemas particulares, somente após retornar de viagem, foi marcado um novo encontro em uma padaria próxima à casa do chileno, na zona oeste de São Paulo. Aí veio a ameaça, segundo o relato do fotógrafo:
| “ | "Eu levei o arquivo com as fotos e achei que ele pagaria o valor restante, mas então veio com uns papeis, disse que sabia meu endereço e onde meu filho estuda. Ele fez ameaças e disse que eu estava praticando extorsão, mas foi ele quem me ofereceu dinheiro. Eu só estava trabalhando. Como ele quis envolver minha família, resolvi procurar a Polícia." | ” |

Um dia após a divulgação do caso, Valdivia concedeu uma entrevista coletiva. Valdivia negou ter oferecido R$ 20 mil ao fotógrafo e, tão pouco ter ameaçado sua família. Na entrevista, Valdivia acusou o fotógrafo Grizar Júnior de tentativa de extorsão. Com o telefone celular nas mãos, o jogador chegou a ler uma mensagem atribuída a Grizar: “Quanto vale seu casamento?”
Na entrevista, o jogador fez questão de pedir desculpas publicamente a sua família:
| “ | "Peço publicamente desculpas à mulher que eu amo, é a mãe dos meus filhos. Quero pedir desculpa também pra minha família pela vergonha que estou fazendo eles sentirem. Quero pedir desculpas à família da minha mulher. Estou muito envergonhado pelo que aconteceu." | ” |

Após toda a polêmica o jornal chileno “La Cuarta”, divulgou a confirmação da separação, como afirmara Roberto Díaz (advogado da esposa do meia), em entrevista ao programa "En Portada", da TV do Chile. Antes do início das Eliminatórias para à Copa do Mundo, Valdivia, Beausejour, Jara, Carmona e Vidal chegaram atrasados na concentração, por estarem na festa de batizado do filho caçula de Valdivia. Porém, as acusações foram mais graves tanto por parte da imprensa como do treinador Borghi que insinuou que os jogadores chegaram atrasados e bêbados à concentração. Talvez abalado pelo ocorrido o Chile foi uma equipe apática em campo e, sofreu uma goleada frente a Argentina. Quatro dias depois, o Chile queria mostrar que a crise havia chegado ao fim, em uma partida aonde Valdivia novamente foi destaque, mas dessa vez dentro de campo o Chile venceu o Peru. Após a partida, os envolvidos na polêmica foram afastados dos jogos contra Uruguai e Paraguai, pelas Eliminatórias. No dia seguinte Valdivia convocou uma entrevista coletiva para se defender das acusações do técnico do Chile. Além dele, Beausejour, Jara e Carmona (Arturo Vidal voltou à Itália após o corte). Os jogadores deram suas explicações sobre o problema. Em um comunicado lido por Beausejour, o grupo reclamou de perseguição da imprensa local. Os quatro admitiram que ingeriram bebida alcoólica durante o batizado do filho do meia do Palmeiras e se atrasaram no retorno ao hotel, mas negaram que estavam bêbados e que teriam criado confusão com outros atletas. No dia 20 de dezembro, os cinco jogadores foram suspensos por 10 partidas, pela ANFP.

#### Sequestro
No dia 7 de junho, Valdivia e sua esposa, Daniela Aranguiz, foram vítimas de um sequestro relâmpago em São Paulo, no início havia suspeita do sequestro ter sido uma farsa, para forçar uma saída do Palmeiras. No entanto o sequestro realmente aconteceu e o jogador e sua esposa ficaram traumatizados com a situação e no dia seguinte o casal foi ao Chile, e em entrevista ao canal TNC, Daniela, afirmou que sofreu tentativa de agressão sexual e que não gostaria mais de morar no Brasil, mas no dia 15 de junho Valdivia assegurou que fica no Palmeiras, pelo menos, até o fim da Copa do Brasil de 2012.

#### Superação e título da Copa do Brasil
Ainda se recuperando do sequestro, Valdívia foi escalado pelo técnico Luiz Felipe Scolari para integrar o banco do Palmeiras na partida decisiva das semifinais da Copa do Brasil contra o Grêmio, na Arena Barueri. Ele entrou em campo no segundo tempo e fez o gol de empate da partida que confirmou a classificação do alviverde para a final da competição, o que não acontecia havia 14 anos.
No primeiro jogo da decisão, contra o Coritiba, na mesma Arena Barueri, Valdivia foi decisivo e marcou o primeiro gol do jogo, que terminou com vitória do Palmeiras por 2 a 0. Na mesma partida, porém, foi expulso e, com isso, desfalcou a equipe no confronto final, que foi disputado em Curitiba. Mesmo sem Valdivia, o alviverde conseguiu empatar por 1 a 1 no Estádio Couto Pereira e conquistou, de maneira invicta, o título da Copa do Brasil, a primeira taça nacional da equipe em doze anos.

#### Rebaixamento
Mesmo sendo importante para a conquista da Copa do Brasil, Valdivia também fez parte, no mesmo ano, do elenco que rebaixou o Palmeiras para a Série B do Campeonato Brasileiro.

#### Polêmicas e questionamentos
No dia 4 de janeiro de 2013, o jogador não compareceu à reapresentação do grupo. O gerente de futebol do clube, César Sampaio, prometeu, por justificativas infundadas do meia, multá-lo pela falta.
Desgastado por tal acontecimento e apesar dos rumores de que o Al Ain supostamente estaria preparando uma proposta de 6 milhões de euros para tê-lo de volta, Valdivia confirmou que ficaria no Palmeiras até pelo menos o final de 2013, atendendo a pedidos do atual treinador do Chile, Jorge Sampaoli. Segundo o jogador, dono de um discurso centrado em si: “A pré-temporada começou. Só quero jogar, e jogar por mim. O que fiz nas férias foi por mim. Quero jogar por mim e voltar à Seleção.”
Depois de se reapresentar com atraso, e de, por isso, ter sido repreendido publicamente pelo treinador Gilson Kleina, Valdívia acabou se contundindo num treinamento de pré-temporada, após jogada com o zagueiro Henrique. O chileno deixou o treinamento carregado, o que, até saírem os resultados dos exames, força os palmeirenses a ficarem aflitos.
Apesar das pesadas críticas dos palmeirenses, Valdivia, ao substituir Patrick Vieira, foi um dos principais artífices da vitória sobre o Oeste por 3 a 1, tendo sido elogiado pelo técnico Gilson Kleina. O treinador declarou:
| “ | A qualidade técnica do Valdivia é incontestável. Não surpreendeu a atuação dele. O que o limitava é a parte clínica. Fizemos um projeto para ele voltar a jogar e tivemos o cuidado com isso. Uma coisa eu sei: com ele, a equipe cresce. Quero fazer a melhor estratégia para o Palmeiras voltar a crescer com Valdivia. | ” |

Em maio de 2013, sem atuar desde 10 de março, no empate por 0 a 0 no clássico diante do São Paulo, Valdivia foi "homenageado" por uma organizada palmeirense com um "chinelômetro". Através de tal aplicativo, o chileno foi ironizado através de números: além de contar os dias, as horas, os minutos e até mesmo os segundos que o camisa 10 não entra em campo pelo clube desde então, foram exibidos os "valores" de cada partida e cada gol do atleta após seu retorno ao futebol brasileiro, em 2010. Com relação à primeira, as cifras atingiram R$120.880,00; já no que tange à segunda, R$1.100.000,00 por unidade.

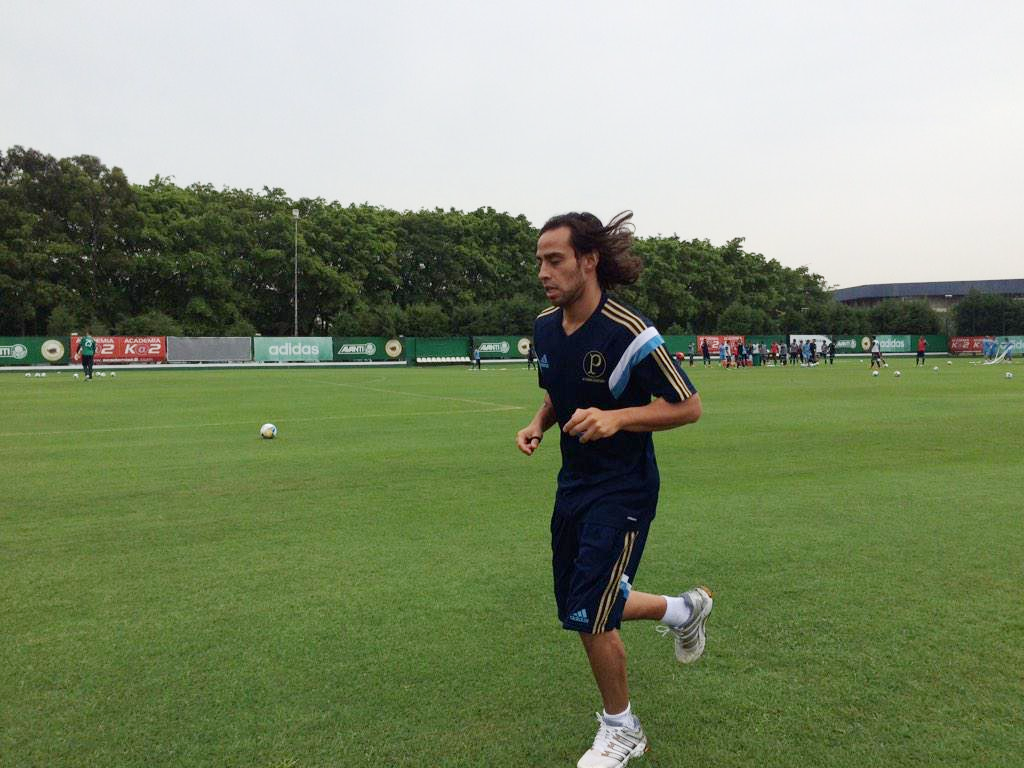
Valdivia em 2015

#### 2015
Realizou seu último jogo pelo Verdão no dia 31 de maio, em uma vitória por 2 a 0 contra o Corinthians, na Neo Química Arena. Mesmo tendo saído antes das oitavas de final da Copa do Brasil, o meia ainda participou de um jogo do elenco campeão da competição naquele ano. Pelo Palmeiras fez 241 jogos, marcou 41 gols e saiu sendo considerado um dos maiores e mais habilidosos ídolos da história do clube.

### Retorno ao Colo-Colo
Acertou seu retorno ao Colo-Colo no dia 22 de junho de 2017, onde foi recebido com festa e recebeu a camisa 10.
Pouco mais de dois anos depois, no final de 2019, não teve seu contrato renovado e ficou livre no mercado.

### Monarcas Morelia
No dia 3 de janeiro de 2020 foi anunciado pelo Monarcas Morelia do México.

### Mazatlán
Em junho de 2020, o clube de Valdívia mudou de cidade e de nome, passando a se chamar Mazatlán Fútbol Club.

### Retorno ao Colo-Colo
Em 1º de dezembro de 2020, retornou ao Colo-Colo, pela sua terceira passagem, para ajudar o time a se salvar do rebaixamento. Após ajudar a equipe no campeonato local a se salvar de uma possível queda para a segunda divisão, o clube rescindiu o contrato do jogador.

### Unión La Calera
Em 9 de março de 2021, foi anunciado pelo Unión La Calera. Três meses após a sua chegada, para enxugar custos, teve seu contrato rescindido após o clube ser eliminado na Copa Libertadores.

### Necaxa
Após atuar um curto período como comentarista, foi anunciado pelo Necaxa do México em 3 de dezembro de 2021.

### Aposentadoria
Em 1 de julho de 2022 anunciou sua aposentadoria. Afirmou que se dedicará à carreira de comentarista esportivo e aos estudos para ser treinador.

## Seleção Chilena

#### Copa América de 2007
O Chile começou bem, acabou vencendo a seleção do Equador por 3x2. Com atuação destaca de Valdivia. No jogo contra o Brasil, Valdivia teve uma partida muito discreta e ainda sofreu um forte carrinho de Elano, que o tirou da partida. No jogo seguinte contra o México, Valdivia não jogou, por conta de sua lesão. Comum empate sem gols, o Chile estava classificado para as quartas de finais da Copa América, onde enfrentaria novamente a Seleção Brasileira.
Valdivia começou no banco, só entrando no intervalo, quando a partida já estava 3x0, para os brasileiros. No final a partida terminou 6x1. Logo após a eliminação, uma camareira deu um depoimento ao Canal 13 sem se identificar acusando os jogadores de ofensas sexuais e que estavam bêbados, isso depois que garantiram a classificação para segunda fase do torneio.
 Logo após Valdivia foi punido, pela ANFP com 20 partidas oficiais, e foi proibido de ser o capitão da seleção chilena. Contudo em dezembro de 2007, Valdivia teve sua pena reduzida para 10 jogos.

#### Retorno à seleção
Após cumprir 10 jogos, sem defender a seleção chilena, no dia 5 de agosto de 2008, o técnico Marcelo Bielsa, confirmou o retorno do jogador, no amistoso contra a Turquia. Na partida o Chile foi derrotado por 0–1, com Valdivia entrando no 2º tempo. Em jogo válido pelas Eliminatórias da Copa do Mundo FIFA de 2010, Valdivia entrou ainda na 1ª etapa para dar mais criatividade. Aos 17 minutos, do segundo tempo, Valdivia acertou um carrinho na canela de Luís Fabiano e foi expulso.
Em seguida, ouviu provocação da torcida brasileira: "Valdivia é brasileiro". Valdivia ficou muito triste após a partida em declaração disse: "Esperei muito tempo para voltar, e pude entrar na partida, mas sair expulso tão rápido me deixa triste, mas há que olhar pra frente. O animo está baixo, mas tenho que levantar a cabeça e pensar no que vem[...] O futebol tem dessas coisas. Sei que não serve de nada, mas peço desculpas as pessoas que vieram aqui hoje, as pessoas que estão em suas casas, a meus companheiros já lhes pedi desculpas, creio que o juiz se precipitou um pouco na decisão, mas já foi."

#### Volta por cima
No dia 10 de junho de 2009, em jogo contra a Bolívia, Jean Beausejour abriu o placar e foi comemorar com seu amigo Valdivia, no banco de reservas. Após ficar alguns jogos no banco e, nem ser convocado, entrou na segunda etapa mudando completamente o rumo da partida começou a jogada do 2º gol marcado por Estrada e, fez assistências para o quarto e quinto gol marcado pro Alexis Sánchez. No dia 9 de setembro de 2009, no jogo contra o Brasil, em um jogo equilibrado, o Chile que empatava a partida, até que acabou sofrendo dois gols. Valdivia entrou no 2º tempo, no lugar de Suazo mais pouco pode fazer. O Chile acabou derrotado por 4x2, assim caia para a 3º colocação na classificação da eliminatórias e, precisava vencer a Colômbia.
Em 10 de outubro de 2009 no jogo contra a Colômbia, o Chile saiu perdendo, com um gol contra de Vidal, mas Valdivia, que acabara de entrar na partida, fez passe para que Ponce empatasse à partida. Ainda deu belo passe para Suazo virar o placar, tudo isso na 1ª etapa. Na 2ª etapa Moreno empatava a partida. Logo após Valdivia, marcava um belo gol, para o Chile assim virando o placar, novamente. Depois em mais uma jogada de Valdivia o Chile, ampliava com gol de Orellana. Assim o Chile se classificava, com uma rodada de antecedência, após ficar de fora das últimas duas edições, de Copas do Mundo.
Já classificado, o Chile derrotou o Equador por 1x0, com um gol de Suazo. Assim o Chile terminou as Eliminatórias da Copa do Mundo FIFA de 2010 na vice-liderança.

#### Copa do Mundo de 2010
Em 11 de maio de 2010 Marcelo Bielsa divulgou a lista dos 30 jogadores pré-convocados, para a Copa do Mundo, e Valdivia estava nela. No dia 1 de junho, Valdivia estava na lista final, dos 23 jogadores selecionados para a Copa do Mundo.
A seleção chilena desembarcou em solo africano em 6 de junho de 2010. A estreia oficial da seleção e de Valdivia foi em 16 de junho, o Chile venceu a seleção de Honduras por 1x0, com gol de Jean Beausejour. Valdivia sofreu uma pancada na perna direita durante no segundo tempo. Na partida Valdivia jogava como atacante, já que Suazo estava se recuperando de uma lesão, sofrida em amistoso preparatório.
No dia 21 de junho de 2010, no jogo contra a Suíça, Valdivia entrou somente no segundo tempo, por causa de uma lesão muscular. Valdivia deu um passe lindo para Esteban Paredes que se aproveitou da tentativa da defesa adversárias fazer linha de impedimento, foi na linha de fundo e cruzou para Mark González, cabeceou com estilo e fez a festa, 1x0. No jogo contra a futura campeã, Espanha, no dia 25 de junho de 2010, o Chile começou bem, mas em falha do goleiro Claudio Bravo, o Chile saiu derrotado por 2x1 e, Valdivia pouco pode fazer, sendo substituído ao término do primeiro tempo. Mesmo com a derrota, o Chile classificou-se em segundo lugar, no grupo Grupo H assim enfrentando o 1º colocado do grupo Grupo G, que foi a seleção brasileira. No dia 28 de junho, o jogo contra o Brasil. Valdivia começou no banco, entrando apenas na segunda etapa, teve poucas oportunidades e pouco pode fazer, no final o Chile foi derrotado por 3x0.
Assim Valdivia encerrava sua participação na Copa do Mundo. Após a eliminação ao explicar a derrota por 3x0 para o Brasil, frisou: "Perdemos para os melhores. Não há nada mais a dizer."

#### Copa América de 2011
Mesmo lesionado Valdivia foi convocado para à disputa da competição realizada na Argentina. Logo na chegada ao CT da seleção chilena, Valdivia atropelou, acidentalmente, o cinegrafista de uma emissora de TV chilena. Por problemas de lesão, Valdivia não pode jogar na estreia, mas contra o Uruguai, teve grande destaque sendo um dos principais jogadores em campo. Terminada a fase de grupos o Chile terminou na liderança do grupo C e, enfrentaria a Venezuela, porém em uma partida muito disputa o Chile foi eliminado nos minutos finais.

#### Copa do Mundo de 2014

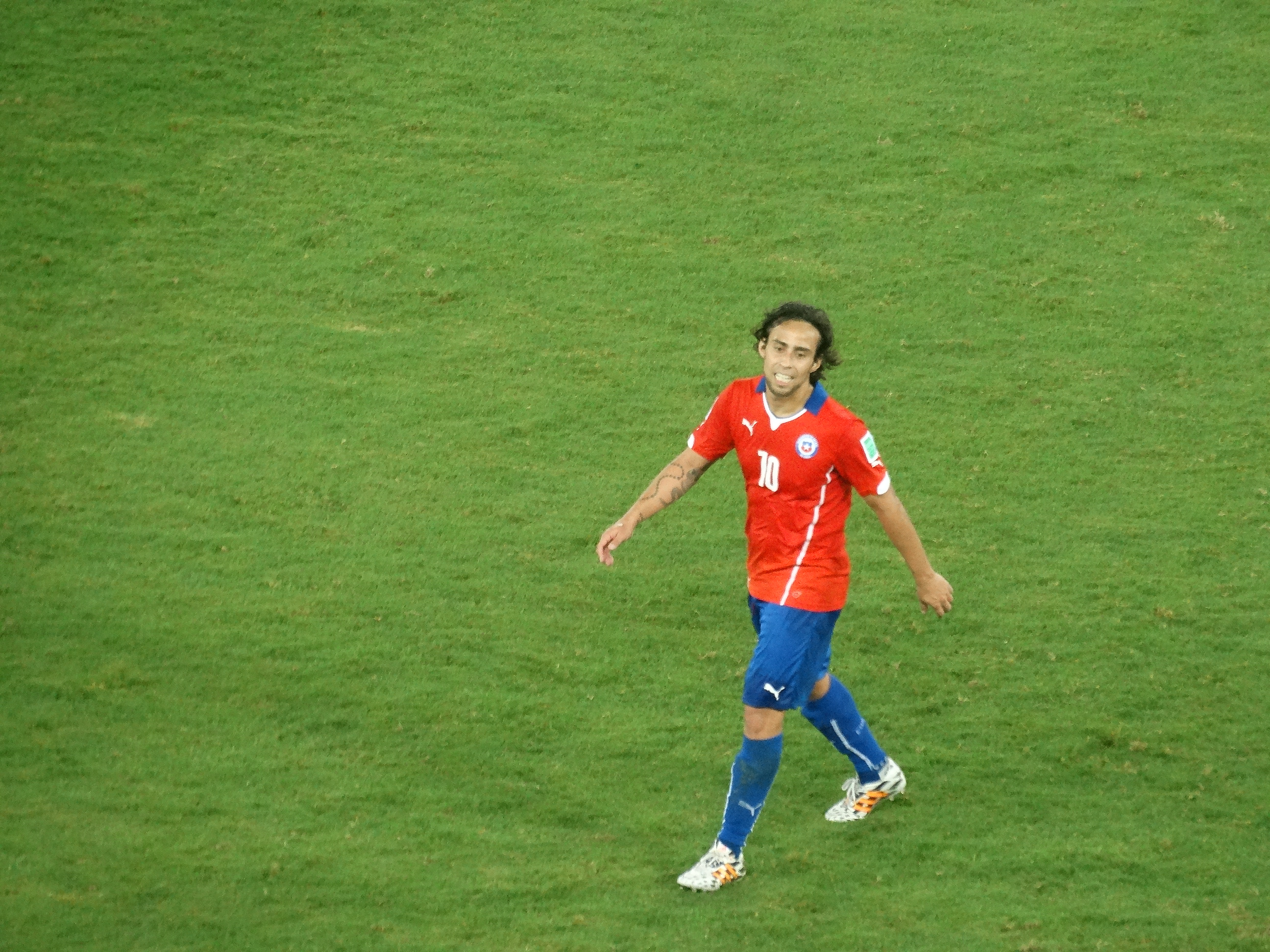
Valdívia jogando pelo Chile na Copa do Mundo de 2014

Em 13 de junho de 2014, no segundo dia de Copa do Mundo no Brasil, Valdivia marcou o segundo gol chileno da vitória por 3 a 1 sobre os australianos. Com sua seleção eliminada nas oitavas-de-final pelo anfitrião Brasil da competição, Valdivia, em 17 de julho de 2014, anunciou, via Twitter, sua aposentadoria da seleção chilena. Porém em novembro de 2014, volta atrás na sua decisão e retorna a seleção em um amistoso contra a Venezuela, marcando um gol.

#### Copa América de 2015
Com a Copa América 2015 disputada em seu país, atuou em todas as partidas da campanha da seleção chilena. Na final contra a Argentina, demonstrou contrariedade ao ser substituído por Matías Fernández, porém o Chile venceu a disputa de penalidades e sagrou-se campeão da competição pela primeira vez.

## Estatísticas
Atualizadas até 25 de outubro de 2015

### Clubes
| Clube            | Temporada | Campeonato nacional | Campeonato nacional | Copa nacional | Copa nacional | Competições continentais¹ | Competições continentais¹ | Outros torneios² | Outros torneios² | Total | Total |
| Clube            | Temporada | Jogos               | Gols                | Jogos         | Gols          | Jogos                     | Gols                      | Jogos            | Gols             | Jogos | Gols  |
| ---------------- | --------- | ------------------- | ------------------- | ------------- | ------------- | ------------------------- | ------------------------- | ---------------- | ---------------- | ----- | ----- |
| U. de Concepción | 2003-04   | 30                  | 7                   | 6             | 0             | –                         | –                         | 10               | 0                | 46    | 7     |
| U. de Concepción | Total     | 30                  | 7                   | 6             | 0             | –                         | –                         | 10               | 0                | 46    | 7     |
| Rayo Vallecano   | 2003-04   | 5                   | 1                   | –             | –             | –                         | –                         | –                | –                | 5     | 1     |
| Rayo Vallecano   | Total     | 5                   | 1                   | –             | –             | –                         | –                         | –                | –                | 5     | 1     |
| Servette         | 2004-05   | 9                   | 2                   | –             | –             | –                         | –                         | –                | –                | 9     | 2     |
| Servette         | Total     | 9                   | 2                   | –             | –             | –                         | –                         | –                | –                | 9     | 2     |
| Colo-Colo        | 2005-06   | 32                  | 14                  | 9             | 0             | -                         | -                         | -                | -                | 41    | 14    |
| Colo-Colo        | 2017–18   | 31                  | 3                   | –             | –             | 10                        | 0                         | –                | –                | 41    | 3     |
| Colo-Colo        | 2018–19   | 10                  | 2                   | 1             | 0             | 2                         | 0                         | –                | –                | 13    | 2     |
| Colo-Colo        | 2019–20   | 3                   | 0                   | –             | –             | –                         | –                         | –                | –                | 3     | 0     |
| Colo-Colo        | Total     | 76                  | 19                  | 10            | 0             | 12                        | 0                         | –                | –                | 101   | 19    |
| Palmeiras        | 2006      | 15                  | 0                   | –             | –             | –                         | –                         | –                | –                | 15    | 0     |
| Palmeiras        | 2007      | 22                  | 7                   | 2             | 0             | –                         | –                         | 14               | 3                | 38    | 10    |
| Palmeiras        | 2008      | 14                  | 4                   | 4             | 1             | –                         | –                         | 20               | 9                | 40    | 14    |
| Palmeiras        | Total     | 53                  | 11                  | 6             | 1             | –                         | –                         | 34               | 12               | 93    | 24    |
| Al Ain           | 2008-09   | 13                  | 9                   | 8             | 4             | –                         | –                         | 1                | 1                | 22    | 14    |
| Al Ain           | 2009-10   | 7                   | 3                   | 2             | 0             | 4                         | 1                         | 1                | 2                | 14    | 5     |
| Al Ain           | Total     | 20                  | 12                  | 10            | 4             | 4                         | 1                         | 2                | 3                | 36    | 20    |
| Palmeiras        | 2010      | 15                  | 2                   | –             | –             | 4                         | 0                         | –                | –                | 19    | 2     |
| Palmeiras        | 2011      | 15                  | 2                   | 5             | 0             | 1                         | 0                         | 7                | 2                | 28    | 4     |
| Palmeiras        | 2012      | 17                  | 0                   | 6             | 3             | 1                         | 0                         | 11               | 0                | 35    | 3     |
| Palmeiras        | 2013      | 18                  | 3                   | -             | -             | 2                         | 0                         | 7                | 1                | 27    | 4     |
| Palmeiras        | 2014      | 17                  | 0                   | 1             | 0             | 0                         | 0                         | 11               | 4                | 29    | 4     |
| Palmeiras        | 2015      | 4                   | 0                   | 1             | 0             | 0                         | 0                         | 5                | 0                | 10    | 0     |
| Palmeiras        | Total     | 86                  | 7                   | 13            | 3             | 8                         | 0                         | 41               | 7                | 148   | 17    |
| Al-Wahda         | 2015-16   | 6                   | 2                   | 0             | 0             | –                         | –                         | 0                | 0                | 6     | 2     |
| Al-Wahda         | Total     | 6                   | 2                   | 0             | 0             | –                         | –                         | 0                | 0                | 6     | 2     |

¹Em Competições continentais, incluindo a Copa Sul-Americana, Liga dos Campeões da AFC e Copa Libertadores da América.
²Em Outros torneios, incluindo torneios amistosos e o Campeonato Paulista.
| #  | Data                    | Local                    | Adversário    | Placar | Resultado | Competição                             |
| -- | ----------------------- | ------------------------ | ------------- | ------ | --------- | -------------------------------------- |
| 1. | 15 de novembro de 2006  | Viña del Mar, Chile      | Paraguai      | 2–0    | 3–2       | Amistoso                               |
| 2. | 11 de fevereiro de 2009 | Polokwane, África do Sul | África do Sul | 1–0    | 2–0       | Amistoso                               |
| 3. | 10 de outubro de 2009   | Medellín, Colômbia       | Colômbia      | 3–2    | 4–2       | Eliminatórias da Copa do Mundo de 2010 |
| 4. | 26 de maio de 2010      | Santiago, Chile          | Zâmbia        | 3–0    | 3–0       | Amistoso                               |
| 5. | 14 de junho de 2014     | Cuiabá, Brasil           | Austrália     | 2–0    | 3–1       | Copa do Mundo de 2014                  |
| 6. | 14 de novembro de 2014  | Talcahuano, Chile        | Venezuela     | 2–0    | 5–0       | Amistoso                               |
| 7. | 5 de junho de 2015      | Viña del Mar, Chile      | El Salvador   | 1–0    | 1–0       | Amistoso                               |

## Títulos
Colo-Colo
- Campeonato Chileno (Apertura): 2006[185]
- Supercopa do Chile: 2017
- Campeonato Chileno: 2017 (Clausura)

Al-Wahda
- Etisalat Emirates Cup: 2015–16[186]

Palmeiras
- Campeonato Paulista: 2008[187][188]
- Aegon Ajax Internacional Challenge: 2012[189]
- Copa do Brasil: 2012 e 2015[152]
- Campeonato Brasileiro - Série B: 2013
- Copa EuroAmericana: 2014

Al Ain
- UAE President Cup: 2008–09[190]
- Etisalat Emirates Cup: 2008–09[191]
- Supercopa dos Emirados Árabes: 2009[192]

Seleção Chilena
- Copa do Pacífico: 2006
- Copa América: 2015

Seleção Paulista
- Troféu Miguel Arraes: 2007[193][194][195][196]

## Prêmios individuais
- Melhor Meia Esquerda do Campeonato Brasileiro (Prêmio Craque do Brasileirão):  2007[197]
- Bola de Prata (Placar): 2007[198]
- Melhor Meia de Ligação do Campeonato Brasileiro (Troféu Mesa Redonda):  2007[199][200]
- Melhor Jogador do Campeonato Brasileiro (Troféu Mesa Redonda):  2007[199][200]
- Seleção do Campeonato Brasileiro: 2007[201]
- Melhor Meia Ofensivo das Américas (Jornal El País):  2007[202]
- Melhor Jogador do Campeonato Paulista: 2008[203]
- Melhor jogador estrangeiro da Liga dos Emirados Árabes: 2008-09[204]
- Melhor jogador da Liga dos Emirados Árabes: 2009[205]
- Melhor jogador chileno: 2009
- Seleção da Copa América: 2011
- Jogador com mais assistências da Copa América: 2015
- Melhor jogador do Campeonato Chileno Liga Clausura: 2017